# 台灣魂演唱會
台灣魂音樂會，為台灣2000年至今，每年為紀念二二八事件所發起的音樂活動，於2007年起為正義無敵音樂會。

## 源起
台灣魂演唱會，原為閃靈主唱 Freddy 於2000年發起，TRA Music與全國搖滾聯盟主辦，訴求悍衛台灣的自由、獨立，反中國武力威脅的「反中國併吞演唱會」。第一屆演唱會於2000年2月27日在聖界 Live House 演出，共有六個樂團參加：濁水溪公社、夾子電動大樂團、閃靈樂團、無政府、糯米團、妮波寺 Nipples。
2003 年起改為「SAY YES TO TAIWAN 台灣魂演唱會」，並在台北的二二八紀念公園舉辦。2007年「二二八」六十週年，由數十名各界人士共同發起，宣示推動轉型正義的「正義無敵音樂會」。

## 歷屆演出

### 2000年第一屆
- 主題：反中國併吞演唱會
- 2000年2月27日，聖界 Live House
- 台灣團體：濁水溪公社、夾子電動大樂團、閃靈樂團、無政府、糯米團、妮波寺 Nipples

### 2001年第二屆
- 主題：反中國併吞演唱會「Say Yes to Taiwan」
- 2001年2月25日，台北市二二八紀念公園
- 台灣團體：Tizzy Bac、88 芭樂籽、濁水溪公社、複製人、鋼管辣妹、閃靈、無政府、夾子
- 國外團體：Softball (日本)、Suicidal Tendenci (美國)

### 2002年第三屆
- 主題：反中國併吞演唱會「Say Yes to Taiwan」
- 2002年2月23日，台北市二二八紀念公園
- 台灣團體：無政府、伊甸園、鈑機、VIC、天堂南方、海產攤、複製人、售貨員
- 國外團體：Softball (日本)、Opposition Party 反對黨 (新加坡)

第三屆演唱會同時在現場發起《「內地」是南投、「對岸」是中國－拒絕娛樂媒體成為統戰幫凶》的連署活動。

### 2003年第四屆
- 主題：紀念二二八 Say Yes To Taiwan 台灣魂演唱會
- 2003年2月23日，台北市二二八紀念公園
- 台灣團體：Tizzy Bac、鈑機、迷宮、OI、Spunka、牛皮紙樂隊、前面直走、原住民樂團 S.E
- 國外團體：Softball (日本)、Frenzal Rhomb (澳洲)

### 2004年第五屆
- 主題：紀念二二八 Say Yes To Taiwan 台灣魂演唱會

#### 台灣演唱會
- 2004年2月28日，台灣總統府前廣場
- 台灣團體：大支、濁水溪公社、滅火器、Nipples、閃靈、Tizzy Bac、XL、光景消逝、蕭煌奇
- 國外團體：秋茜樂團 AKIAKANE (日本)、Nevada 51 (韓國)、盤古(中国大陆)、荔枝王(香港)

#### 東京演唱會
- 2004年2月22日，日本東京原宿 ASTRO HALL
- 台灣團體：閃靈、NIPPLES
- 國外團體：COBRA(日本龐克樂團)、秋茜AKIAKANE（日本龐克樂團，原SOFTBALL重組）

第五屆台灣魂演唱會首度在台北和東京同時舉辦。中國内地的盤古樂團來台灣演唱後，即遭中國的政治通缉，不得返回中國。在 Freddy 聯繫國際人權團體的協助下，從泰國逃亡到瑞典，並獲該國的政治庇護。

### 2005年第六屆
- 主題：紀念二二八Say Yes To Taiwan 台灣魂演唱會
- 2005年2月27、28日，高雄市愛河畔
- 台灣團體：滅火器、主音、蕭煌奇、Infernal Chaos、大支、閃靈、濁水溪公社、Jazz Me、Teenager、四幸丸、構陷、Fakery、病毒、拷秋勤、壞女兒、鈑機、光景消逝、1976、文夏、囉唆、BB彈、橘娃娃、馬猴、雀斑、Green!Eyes、Claire、Digihai、Naff Off
- 國外團體：秋莤(日本)、16 REASONS (日本)、Natural Living (日本)、Quizmaster (日本)

第六屆台灣魂演唱會首度改為在高雄舉辦。

### 2006年第七屆
- 主題：Eastcore Asia 台灣魂演唱會
- 2006年2月25、26日，台北華山文化園區
- 台灣團體：阿弟仔、濁水溪公社、大支、小高、拷秋勤、Selfkill、達卡鬧、恕、Infernal Chaox、主音、I.R.I.S、SM大樂隊、表兒、鈑機、龍門吉他、滅火器、Onyx
- 國外團體：秋茜（日本）、盤古（中國）、Dokaka（日本）、Last Target（日本）、Invisible Man's Deathbed（日本）、Clione-index（日本）、Consider the Meek （美國）

### 後續
第八屆起，主題為宣示推動轉型正義的「正義無敵音樂會」。詳見「正義無敵音樂會」條目